# Marko Ljubić
Marko Ljubić (* 29. April 1984 in Zagreb, Jugoslawien) ist ein kroatischer Eishockeyspieler, der seit 2009 beim KHL Mladost Zagreb unter Vertrag steht und mit dem Klub seit 2017 in der International Hockey League spielt.

## Karriere
Marko Ljubić begann seine Karriere als Eishockeyspieler in seiner Heimatstadt beim KHL Zagreb, für den er in der kroatischen Liga spielte, 2003 wechselte er zum Lokalrivalen KHL Medveščak Zagreb, wo er überwiegend in der multinationalen Interliga eingesetzt wurde, aber auch in der slowenischen und der kroatischen Liga auf dem Eis stand. 2007 wurde er mit Medveščak kroatischer Landesmeister. Nachdem er in der Spielzeit 2008/09 seine Karriere unterbrochen hatte, spielt Ljubić seit 2009 für KHL Mladost Zagreb, für den er neben seinen Einsätzen in der kroatischen Liga von 2009 bis 2012 auch in der Slohokej Liga auf dem Eis stand. Seit 2017 tritt er mit der Mannschaft in der International Hockey League an.

### International
Für Kroatien nahm Ljubić im Juniorenbereich an den U18-Weltmeisterschaften der Europa-Division II 2000 und der Division II 2001 und 2002 sowie den U20-Weltmeisterschaften der Division II 2001, 2002 und 2004 und der Division I 2003 teil. Im Seniorenbereich stand er im Aufgebot seines Landes bei den Weltmeisterschaften der Division I 2002, 2003, 2006, 2008, 2010, 2014, 2015, 2016 und 2017 sowie bei den Weltmeisterschaften der Division II 2004, 2005, 2007, 2011 und 2012. Des Weiteren spielte er für Kroatien bei der Qualifikation zu den Olympischen Winterspielen in Turin 2006, in Sotschi 2014 und Pyeongchang 2018.

## Erfolge und Auszeichnungen
- 2000 Aufstieg in die Division II bei der U18-Weltmeisterschaft der Europa-Division II
- 2002 Aufstieg in die Division I bei der U18-Weltmeisterschaft der Division II
- 2005 Aufstieg in die Division I bei der Weltmeisterschaft der Division II, Gruppe A
- 2007 Kroatischer Meister mit dem KHL Medveščak Zagreb
- 2007 Aufstieg in die Division I bei der Weltmeisterschaft der Division II, Gruppe A

## Slohokej-Statistik
(Stand: Ende der Saison 2011/12)